# Jordanella floridae
El pez-bandera de Florida (Jordanella floridae) es una especie de pez actinopeterigio de agua dulce, la única del género monotípico Jordanella de la familia de los ciprinodóntidos.
Se comercializan para acuariofilia, siendo muy fáciles de mantener en acuario.

## Biología
Peces de pequeño tamaño con una  longitud máxima descrita de 6 cm, de comportamiento bentopelágico no migrador, que prefieren temperaturas entre 18 °C y 22 °C, Se alimenta de gusanos, crustáceos, insectos y materia vegetal.
En El libro Guinness de los récords aparece como el pez con menor número de huevos -20 huevos son desovados en un período de varios días-. Los machos cuidan los huevos, hasta 100 huevos en el acuario. El macho hace una "danza T" con una hembra receptiva y la hembra pone sus huevos sobre rocas cubiertas de algas donde se adhieren con su hilo pegajoso; en el laboratorio, se simuló con una lámina de vidrio envuelta en lana verde - los machos guardan continuamente los huevos sobre este, ventilando con sus aletas para mantener los huevos limpios y aireados.

## Distribución y hábitat
Se distribuye por ríos de América del Norte, un endemismo de las cuencas fluviales de los ríos St. Johns y Ochlocknee al sur de la península de Florida (EE. UU.). Habita entre la vegetación de las aguas estancadas subtropicales, en estanques, lagos y arroyos lentos.